# Scotland the Brave
"Scotland the Brave" o Escòcia la valenta (Alba an Aigh en gaèlic escocès) és una cançó patriòtica escocesa. Va ser una de les cançons a ser considerades "himnes no oficials d'Escòcia" (com Flower of Scotland i Scots Wha Hae). Scotland the Brave també es fa servir per representar equips de diferents esports i en desfilades diverses als Estats Units d'Amèrica.

## Història
La melodia original data de començaments del segle xx. Tanmateix, la lletra actual va ser escrita en dates relativamente recents, cap als anys 50 del segle passat pel periodista escocès Cliff Hanley.

## Interpretacions
El juny del 2006, en una enquesta a internet organitzada per la Royal Scottish National Orchestra, aquesta cançó va quedar segona per darrere de Flor d'Escòcia (Flower of Scotland), com a favorita per a esdevenir l'himne nacional.
Escòcia la Valenta també és la marxa dels gaiters dels The British Columbia Dragoons de l'exèrcit del Canadà i també s'interpreta durant la revista a les tropes del centre de formació dels Estats Units conegut com a The Citadel, a Charleston (Carolina del Sud). El 2006, fou adoptat també com a marxa oficial del Royal Regiment of Scotland, regiment d'infanteria de l'Exèrcit Britànic.
Recentment, el terme Scotland the Brave també s'ha emprat per designar un espectacle de música i dansa escoceses que va fer una gira per Austràlia, Nova Zelanda i el Canadà el 2007.

## Lletra
Hark when the night is falling

Hear! Hear the pipes are calling,

Loudly and proudly calling,

Down thro' the glen.

There where the hills are sleeping,

Now feel the blood a-leaping,

High as the spirits of the old Highland men.

Towering in gallant fame,

Scotland my mountain hame,

High may your proud standards gloriously wave,

Land of my high endeavour,

Land of the shining river,

Land of my heart for ever,

Scotland the brave.

High in the misty Highlands,

Out by the purple islands,

Brave are the hearts that beat

Beneath Scottish skies.

Wild are the winds to meet you,

Staunch are the friends that greet you,

Kind as the love that shines from fair maidens' eyes.

Towering in gallant fame,

Scotland my mountain hame,

High may your proud standards gloriously wave,

Land of my high endeavour,

Land of the shining river,

Land of my heart for ever,

Scotland the brave.

Far off in sunlit places,

Sad are the Scottish faces,

Yearning to feel the kiss

Of sweet Scottish rain.

Where tropic skies are beaming,

Love sets the heart a-dreaming,

Longing and dreaming for the homeland again.

Towering in gallant fame,

Scotland my mountain hame,

High may your proud standards gloriously wave,

Land of my high endeavour,

Land of the shining river,

Land of my heart for ever,

Scotland the brave.